# Håvard Bøkko
Håvard Bøkko (Hønefoss, 2 febbraio 1987) è un pattinatore di velocità su ghiaccio norvegese.

## Palmarès

### Olimpiadi
- 2 medaglie:
  - 1 oro (inseguimento a squadre a Pyeongchang 2018);
  - 1 bronzo (1500 m a Vancouver 2010)

### Mondiali completi
- 5 medaglie:
  - 4 argenti (Nagano 2008; Hamar 2009; Calgary 2011; Hamar 2013);
  - 1 bronzo (Heerenveen 2010).

### Mondiali distanza singola
- 6 medaglie:
  - 1 oro (1500 m a Inzell 2011);
  - 4 argenti (5000 m e 10000 m a Vancouver 2009; inseguimento a squadre a Kolomna 2016; inseguimento a squadre a Inzell 2019);
  - 1 bronzo (1500 m a Heerenveen 2012).

### Europei completi
- 6 medaglie:
  - 2 argenti (Kolomna 2008; Heerenveen 2009);
  - 4 bronzi (Hamar 2006; Budapest 2012; Heerenveen 2013; Hamar 2014).

### Mondiali juniores
- 2 medaglie:
  - 1 oro (Erfurt 2006);
  - 1 bronzo (Seinäjoki 2005).

### Coppa del Mondo
- Vincitore della Coppa del Mondo lunghe distanze nel 2008 e nel 2010.
- Vincitore della Coppa del Mondo dei 1500 m nel 2012.
- 47 podi (28 individuali, 19 a squadre):
  - 9 vittorie (6 individuali, 3 a squadre);
  - 20 secondi posti (12 individuali, 8 a squadre);
  - 18 terzi posti (10 individuali, 8 a squadre).

#### Coppa del Mondo - vittorie
| Data             | Luogo           | Stato       | Disciplina                                                               |
| ---------------- | --------------- | ----------- | ------------------------------------------------------------------------ |
| 2 dicembre 2007  | Kolomna         | Russia      | 10000 m                                                                  |
| 27 gennaio 2008  | Hamar           | Norvegia    | 10000 m                                                                  |
| 3 febbraio 2008  | Baselga di Piné | Italia      | Inseguimento a squadre (con Henrik Christiansen e Sverre Haugli)         |
| 22 novembre 2008 | Mosca           | Russia      | 1500 m                                                                   |
| 18 dicembre 2009 | Salt Lake City  | Stati Uniti | Inseguimento a squadre (con Henrik Christiansen e Mikael Flygind Larsen) |
| 13 marzo 2010    | Heerenveen      | Paesi Bassi | 5000 m                                                                   |
| 14 marzo 2010    | Heerenveen      | Paesi Bassi | Inseguimento a squadre (con Henrik Christiansen e Mikael Flygind Larsen) |
| 20 novembre 2010 | Berlino         | Germania    | 1500 m                                                                   |
| 9 marzo 2012     | Berlino         | Germania    | 1500 m                                                                   |